# Талапкер (Северо-Казахстанская область)
Талапкер (каз. Талапкер) — село в Есильском районе Северо-Казахстанской области Казахстана. Входит в состав Амангельдинского сельского округа. Код КАТО — 594235400.

## География
Расположено около озера Кишкенеколь.

## Население
В 1999 году население села составляло 235 человек (120 мужчин и 115 женщин). По данным переписи 2009 года, в селе проживало 174 человека (89 мужчин и 85 женщин).